# Мюльк
Мюльк (mülk arazi) — господарська земельна одиниця в Османській імперії. 
Земля що знаходилася в абсолютній приватній власності, могла продаватися, передаватися в спадок чи на благочинність.